# Gigo Gabaszwili
Georgi (Gigo) Gabaszwili (gruz. გიორგი [გიგო] ივანეს ძე გაბაშვილი, ur. 9 listopada 1862 w Tyflisie, zm. 28 października 1936 w Cichisdziri) – gruziński malarz, reprezentant realizmu, kolekcjoner.

## Życiorys
Skończył szkołę realną w 1880 roku. Kształcił się następnie w prywatnej szkole oraz u rosyjskiego malarza Franza Roubauda. Po sześciu latach od ukończenia szkoły realnej wstąpił do Petersburskiej Akademii Sztuki jako wolny słuchacz. Uczył się u rosyjskiego batalisty Bogdana Willewaldego. Wrócił do Gruzji w 1888 roku. Podróżował po Kaukazie w latach 1887–1894, zebrane w tym czasie materiały zakupił od niego amerykański kolekcjoner Charles Richard Crane. W 1898 roku ukończył studia na Akademii Sztuk Pięknych w Monachium. Został profesorem na Akademii Sztuki w Tbilisi w czasach radzieckich. Poza malarstwem zajmował się kolekcjonowaniem antyków, które przekazał do muzeum, a zebrane książki o sztuce z podróży po Europie przekazał gruzińskiej Galerii Narodowej.
Zmarł w domu wypoczynkowym w Cichisdziri, pochowano go w mauzoleum w Vake w Tbilisi.

## Twórczość
Pozostawił po sobie ponad 2000 obrazów. Tworzył obrazy ze scenami rodzajowymi z życia gruzińskich rzemieślników i handlarzy, a także prac batalistycznych. Jego styl malarski charakteryzuje się m.in. jaskrawością zestawień barwnych. Jest uznawany za najwybitniejszego przedstawiciela gruzińskiego malarstwa realistycznego 2. połowy XIX wieku, jako jeden z pierwszych twórców rozpropagował europejską stylistykę w gruzińskim malarstwie.

## Galeria

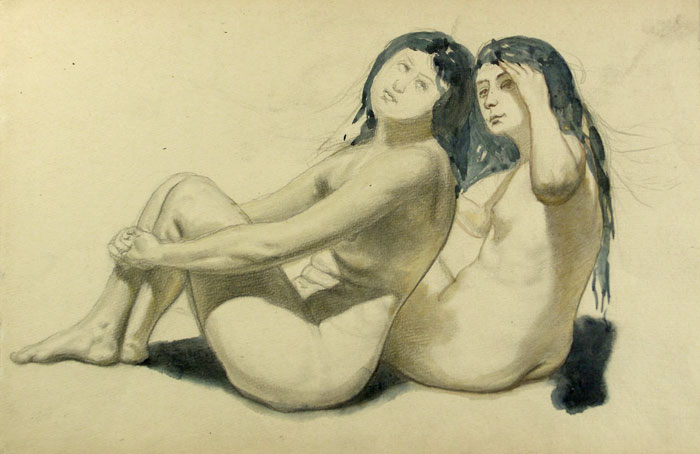
Wczesna praca
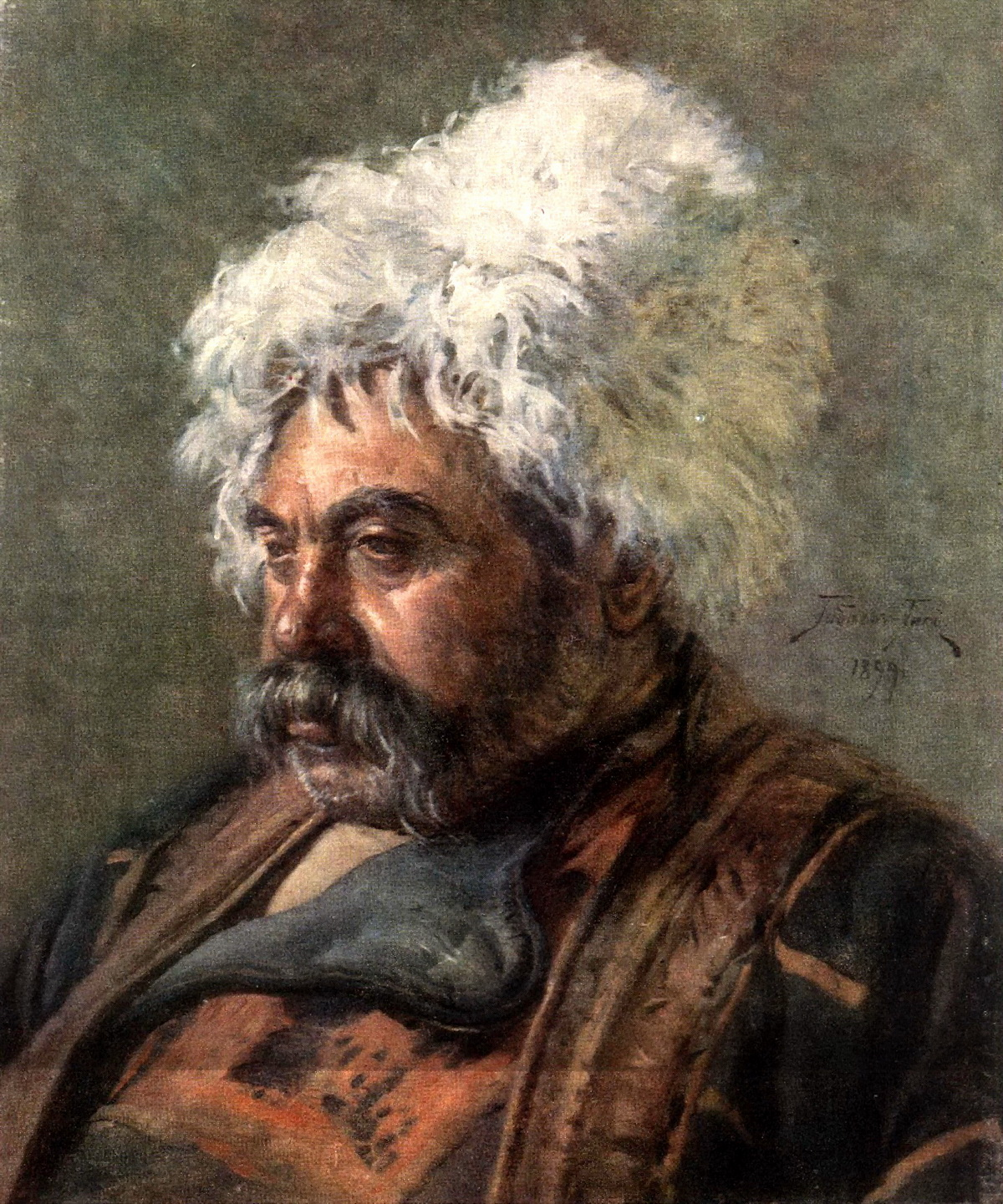
Pijany Chewsur (XIX w.)
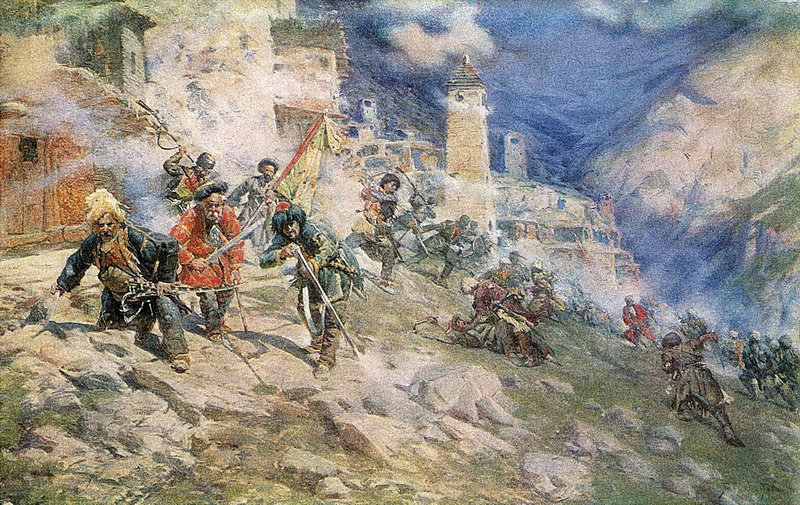
Obrona Arkhoti (XIX w.)
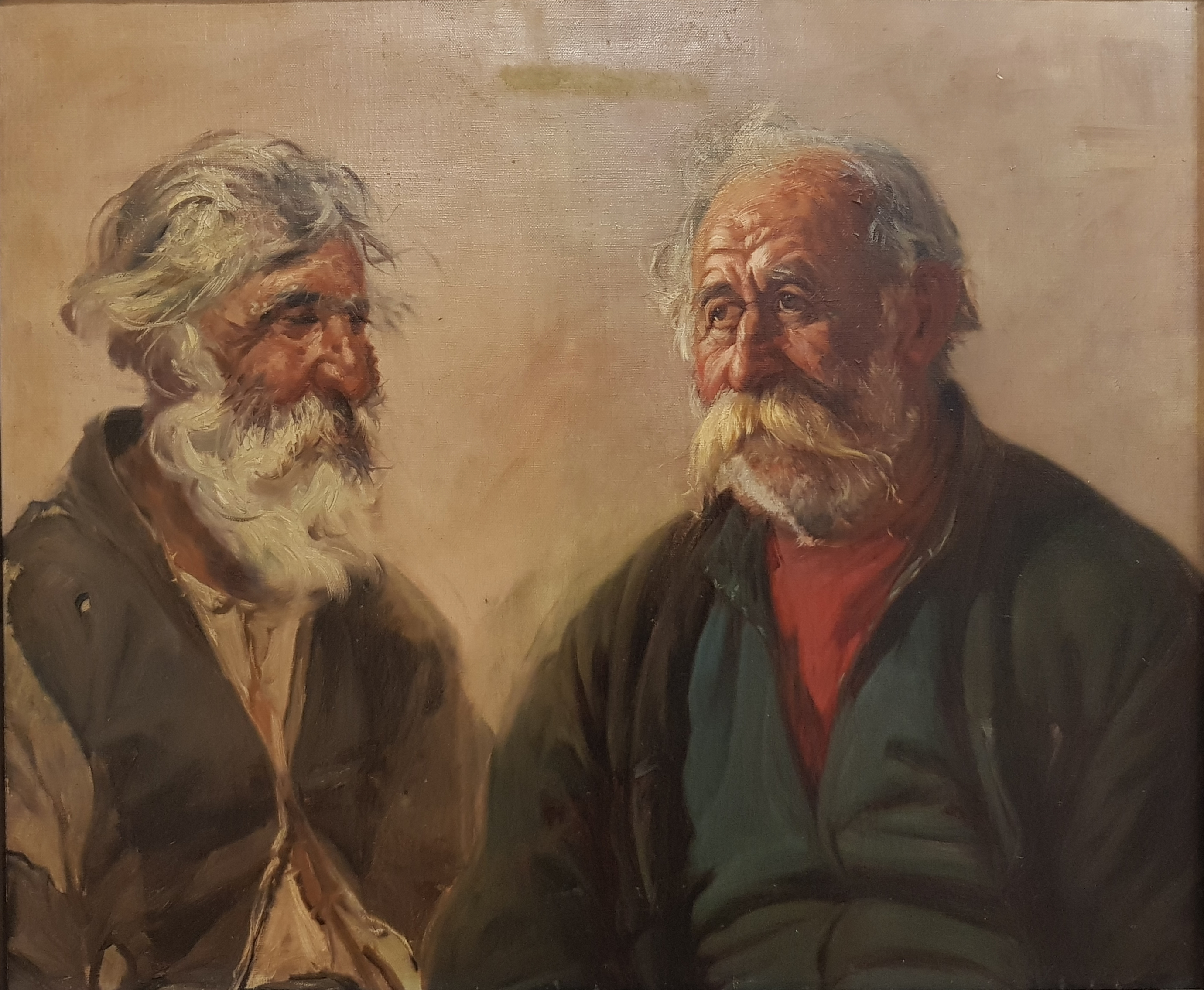
Starzy mężczyźni
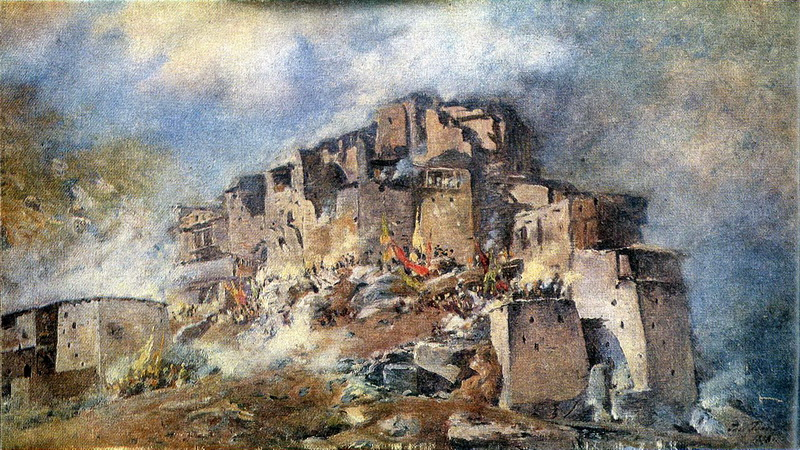
Shatili (koniec XIX w.)
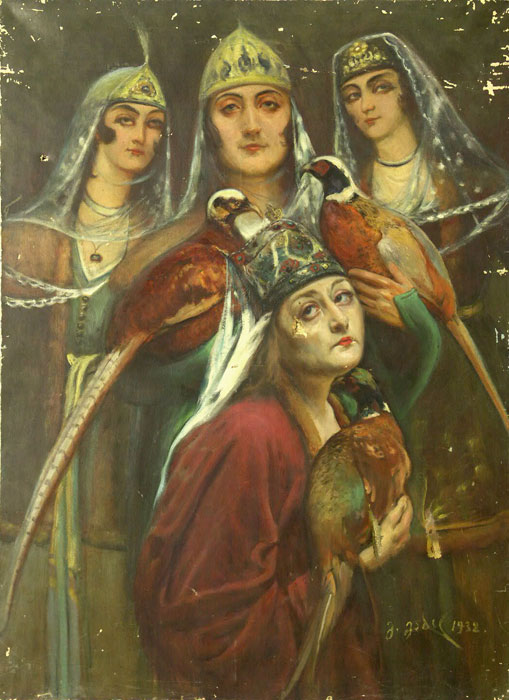
Obraz z 1932 roku